# Erythropodium hicksoni
Erythropodium hicksoni is een zachte koraalsoort uit de familie Anthothelidae. De koraalsoort komt uit het geslacht Erythropodium. Erythropodium hicksoni werd in 1972 voor het eerst wetenschappelijk beschreven door Utinomi. 